# Socialna kognicija
Socialna kognicija je kognitivna aktivnost, ki spremlja in posreduje socialno vedenje, vključno s pridobivanjem informacij o socialnem okolju, organizacijo in transformacijo teh informacij v spominu in učinki teh procesov na socialno vedenje.